# 戰史叢書
《戰史叢書》（せんしそうしょ）是日本防衛廳防衛研修所戰史室（防衛省防衛研究所戰史部的前身）於昭和41年（1966年）至昭和55年（1980年）間編纂，朝雲新聞社出版的二次世界大戰官方戰史。由陸軍69卷、海軍32卷、共通年表1卷所構成，全102卷，另附錄圖、表類。
刊行之初一時稱為《太平洋戰爭戰史叢書》或是《大東亞戰爭戰史叢書》，其後單純簡稱《戰史叢書》，日本則俗稱為《公刊戰史》，各冊附錄標題為《太平洋（大東亞）戰爭戰史叢書》。

## 概要

### 前史
太平洋戰爭敗戰後，幣原喜重郎內閣基於終戰聯絡會議與昭和天皇要求調查戰爭原因、編纂戰史的意見，昭和20年（1945年）10月30日通過「敗戰之原因及其實相調查之件」閣議決定，同年11月24日內閣設置「大東亞戰爭調查會」（後改稱戰爭調查會），但是戰爭調查會在對日委員會中遭到蘇聯與英國的強烈反對，經聯合國軍總司令部（GHQ）的解散勸告，而於昭和21年（1946年）9月廢止。
另一方面，陸軍省於昭和20年11月9日在軍務局下設置史實部，著手太平洋戰爭的戰史調查。同年11月30日陸、海軍省廢止，分別改為第一（陸軍）、第二（海軍）復員省。第一復員省下設史實部、第二復員省下設史實調查部，進行太平洋戰爭史之調查研究，前者由宮崎周一郎原陸軍中將、後者則由富岡定俊原海軍少將分別擔任主管。然而在聯合國軍最高司令官命令下，禁止日本獨自的戰史研究，依GHQ的G-2備忘錄，復員省負責協助美國對日戰史的調查研究。
昭和21年6月改編後的復員廳第一及第二復員局，分設史實調查部（陸軍）與資料整理部（海軍），前者以服部卓四郎原陸軍大佐為首，後者以上原義雄原海軍大佐為首，並甄選適任之原陸海軍軍人登用。主要業務是關於太平洋戰爭作戰戰鬥的史料收集‧整理，並提供美方。之後，昭和22年（1947年）10月第一復員局、昭和22年（1948年）1月第二復員局相繼編入厚生省，同年5月31日厚生省設置引揚援護廳，陸軍的史實調查部改稱「引揚援護廳復員局資料整理部」（後稱資料整理課）、海軍的資料整理部改稱「引揚援護廳第二復員局殘務處理部資料課」。後來戰史室所收藏的史料，有不少就是此時期所收集，且收集史料也並未全部提供GHQ。

### 戰史室之成立
昭和25年（1950年）8月警察預備隊成立，昭和27年（1952年）佔領結束以降，戰史研究的必要性再次受重視，保安廳內也認為有成立戰史機關的需要。昭和29年（1954年）6月10日，西浦進原陸軍大佐、寺崎隆治原海軍大佐以調查員（非常勤）身份配屬保安研究所，為設立戰史調查研究機關作準備。
昭和30年（1955年）6月7日，防衛廳廳議通過「關於戰史資料之調查研究」，並決定設置戰史委員會。同年7月6日戰史委員會成立，8月22日召開之第一次戰史委員會，決議實施史料搜集‧整理，及並行戰史之編纂和戰訓之抽取。10月22日厚生省引揚援護局整理第一課資料整理班解體，業務移管至防衛廳戰史室，舊陸軍相關的史實調查室系統搜集之史料與要員也隨之移管。但舊海軍相關的資料整理部所屬史料，則移交至史料調查會（會長‧富岡定俊原海軍少將），並未統一由戰史室管理‧保存。
陸海軍出身者對於史料保存與修史態度的衝突，在於初代戰史室室長西浦進，戰前歷任陸軍大臣秘書官、陸軍省軍事課長，是東條英機的心腹，當時內局與海軍出身者間有不少批判意見。同時海軍出身者對於由陸上幕僚監部與陸軍出身者系統所推動的戰史室設置，也有抵抗感。相較於陸軍出身者很早就進行史料整理，以編纂戰史為主要目的，海軍出身者則因海軍敗戰時曾大規模銷毀史料，相關文獻明顯不足，主張以搜羅史料為優先。因此戰史室從成立之初，就已經埋下陸海軍出身編纂官對立的背景，並影響深遠。
昭和30年10月20日，戰史室於陸上自衛隊幹部學校（舊陸軍經理學校劍道場跡）成立（初代室長‧西浦進）。昭和30年度戰史室的定員為事務官等17人、自衛官11人，合計28人；實際員額為事務官15人、自衛官7人，合計22人。陸軍出身者以編纂戰史、海軍出身者以戰史史料搜集為主，各自挑選人選。10月25日召開之第二次戰史委員會，決議昭和31年度（1956年）起戰史室由防衛研究所管理，原因是陸海空綜合性的戰史研究機構，由陸上自衛隊所轄顯得不自然，而由長官直屬又嫌規模過小。當時對於戰史研究機構，有英美式三軍個別進行，與西德的統一機構兩種構想，最終決定採用後者。

### 陸海軍出身編纂官的對立
戰史委員會對戰史室組織最初的構想，擬成立管理班、總合班、陸上班、海上班、航空班共五個班體制，但因人材不足而取消總合班。因此組織上是由陸、海、空個別編纂戰史，相對於陸上班重視作戰史與戰爭指導史的編纂，海上班則認為戰爭指導史的編纂中，陸海方可能有意見出入，也希望其他部會的人能參與，而不無齟齬。
12月15日舉行的第三次戰史委員會中，策定第一次長期計劃（昭和40年（1965年）為止的10年間），並決定戰史室的主要業務為關於太平洋戰爭之（1）戰史史料之收集‧整理、（2）戰史編纂、（3）戰訓之抽出。而戰史編纂則分為大本營戰史（大本營之作戰指導及政戰兩略的調整）、一般戰史（各方面之作戰戰鬥）、特殊戰史（日本本土防衛上關係密切的項目，包括登陸‧反登陸作戰史、反空降作戰史、海上護衛作戰史、反潛反機雷作戰史、本土防空作戰史）等三大類。
昭和37年（1962年）4月24日，相隔七年後舉行的第五次戰史委員會，除研擬昭和41年（1966年）以降的戰史編纂計劃外，並將戰史刊行首次列入議題。同年9月25日的第六次委員會，決定戰史刊行列入第二次長期計劃中繼續審議，以後戰史委員會就未再召開。
基於戰史委員會的決議，戰史室於昭和37年12月23日實施討論戰史刊行的特別研究會，決定開始檢討以刊行戰史為前提的第二次長期計劃。但是海上班以基礎史料收集並不充分為由，認為刊行時期尚早，因此決定由陸軍關連的戰史先行刊行。
取代戰史委員會的戰史懇談會，昭和39年（1964年）2月10日舉行第一次會議，但是戰史刊行的檢討過程中，基於戰前以來陸海軍對立的糾葛，依然遭到海上班的強烈反對。航空班基於提供航空自衛隊教育研究資料的立場，傾向陸海軍航空戰史統一編輯，但海上班堅決表示反對，認為日本沒有空軍，且航空是海軍戰史中不可或缺的部分。因此經討論後，陸軍航空戰史從地上戰史中分離。
關於戰爭指導史的刊行，本來由太平洋戰爭開戰前後任職陸軍參謀本部第二十班（戰爭指導）的原陸軍中佐原四郎執筆。原戰史編纂官利用敗戰時第二十班秘密保存，免於焚燬與GHQ接收的大本營政府聯絡會議、御前會議資料、重要機密文書、公文檔案、日記及近衛家的陽明文庫為根據，詳加考證，於昭和39年完成《大東亞戰爭指導史》。然而刊行前進行審查時，海軍出身的戰史編纂官指出其中40處問題，與陸軍出身的戰史編纂官間發生激烈爭議；主要是陸軍筆下的戰爭指導史，顯示海軍積極主張開戰的一面，有違戰後以來世間流傳「陸軍主戰，海軍避戰」形象。因此昭和40年8月18日舉行的第三回戰史懇談會，除修正第一次長期計劃及討論戰史刊行的具體問題點外，決定暫時保留戰爭指導史之刊行。

### 戰史叢書之刊行
昭和40年9月8日的參事官會議，承認第三回戰史懇談會的審議結果，確定昭和41年（1966年）至昭和50年（1975年）年度末間刊行戰史91卷的第二次長期計劃。同年11月18日，基於參事官會議決定，防衛事務次官對防衛研修所長通達「關於太平洋戰爭戰史之編纂及刊行」。91卷的內容為大本營戰史31卷、陸軍戰史31卷、海軍戰史20卷、陸軍航空戰史9卷，陸：海：空卷數比為3：2：1。大本營戰史扣除先行保留的戰爭指導史外，分為陸軍部作戰指導史10卷、海軍部作戰指導史6卷、陸軍航空作戰指導史2卷、陸軍軍政史4卷、陸軍航空戰備史4卷。大東亞戰史因由陸14卷、海11卷、空6卷構成，加上個別戰域一般戰史後，原預定為陸45卷、海31卷、空15卷，但實際完成時海、空各減2卷，陸則增加4卷，變成陸49卷、海29卷、空13卷，陸海軍別則是陸62卷、海29卷，主要是追加《支那事變陸軍作戰》之故。
其後，戰爭指導史經協議結果，決定恢復刊行，原《大東亞戰爭指導史》更名《大本營陸軍部開戰經緯》，海軍方面另撰《大本營海軍部開戰經緯》，結果原本91卷的戰史追加5卷《陸軍開戰經緯》後成為96卷，於昭和48年（1973年）2月26日的事務次官通達明示。《陸軍開戰經緯》刊行前，原執筆者雖然反應海軍方面部分意見，修正若干內容筆誤與用詞，但整體行文與基本態度依然不能充分表達海軍方面的立場，因此海軍出身者決定委由調查員內田一臣前海自幕僚長（原海軍少佐）執筆《海軍開戰經緯》，並獲得末國正雄（原海軍大佐）、中村悌次（原海軍大尉、前海自幕僚長）的指導與支援，歷時6年，至昭和54年（1979年）完成。
而戰史室再檢討的結果，認為全96卷的戰史仍未充分，計劃追加關於軍備與日本本土防衛的特殊戰史共16卷，但昭和50年4月22日的事務次官通達決定追加6卷。新增6卷分別是《大本營海軍部大東亞戰爭開戰經緯》2卷、《陸軍軍戰備》、《陸軍航空作戰基盤之建設運用》、《潛水艦史》、《陸海軍年表》，合計102卷，於昭和55年（1980年）刊行告一段落。
平成15年（2003年）8月，防衛研究所戰史部有鑑於《戰史叢書》完成後各方新公開的史料（主要是蘇聯解體後揭露的二戰檔案）日增，宣佈將以此為基礎進行全面增補改訂，以平成27年（2015年）年度開始出版為目標。

## 卷目
| 卷 數 | 書 名                                                     | 執筆者                                             | 出版年月     |
| ----- | --------------------------------------------------------- | -------------------------------------------------- | ------------ |
| 1     | マレー進攻作戦                                            | 不破博                                             | 昭和41年10月 |
| 2     | 比島攻略作戦                                              | 島貫武治、高山實                                   | 昭和41年10月 |
| 3     | 蘭印攻略作戦                                              | 松木秀滿                                           | 昭和42年1月  |
| 4     | 一号作戦（1）河南の会戦                                   | 長尾正夫                                           | 昭和42年3月  |
| 5     | ビルマ攻略作戦                                            | 不破博                                             | 昭和42年5月  |
| 6     | 中部太平洋陸軍作戦（1）マリアナ玉砕まで                   | 福重博                                             | 昭和42年7月  |
| 7     | 東部ニューギニア方面陸軍航空作戦                          | 松田正雄                                           | 昭和42年8月  |
| 8     | 大本営陸軍部（1）昭和十五年五月まで                       | 島貫武志                                           | 昭和42年9月  |
| 9     | 陸軍軍需動員（1）計画編                                   | 高崎正男                                           | 昭和42年10月 |
| 10    | ハワイ作戦                                                | 角田求士                                           | 昭和42年12月 |
| 11    | 沖縄方面陸軍作戦                                          | 伊藤常男                                           | 昭和43年1月  |
| 12    | マリアナ沖海戦                                            | 坂本金美                                           | 昭和43年2月  |
| 13    | 中部太平洋陸軍作戦（2）ペリリュー・アンガウル・硫黄島     | 福重博、林之一                                     | 昭和43年2月  |
| 14    | 南太平洋陸軍作戦（1）ポートモレスビー・ガ島初期作戦       | 近藤新治                                           | 昭和43年3月  |
| 15    | インパール作戦 ビルマの防衛                               | 不破博                                             | 昭和43年4月  |
| 16    | 一号作戦（2）湖南の会戦                                   | 長尾正夫                                           | 昭和43年5月  |
| 17    | 沖縄方面海軍作戦                                          | 川原利壽                                           | 昭和43年7月  |
| 18    | 北支の治安戦（1）                                         | 森松俊夫                                           | 昭和43年8月  |
| 19    | 本土防空作戦                                              | 宮辻秀雄、栗田正忠                                 | 昭和43年10月 |
| 20    | 大本営陸軍部（2）昭和十六年十二月まで                     | 島貫武志                                           | 昭和43年11月 |
| 21    | 北東方面陸軍作戦（1）アッツの玉砕                         | 幸村健一郎                                         | 昭和43年12月 |
| 22    | 西部ニューギニア方面陸軍航空作戦                          | 松田正雄                                           | 昭和44年1月  |
| 23    | 豪北方面陸軍作戦                                          | 松木秀滿                                           | 昭和44年2月  |
| 24    | 比島・マレー方面海軍進攻作戦                              | 名越有幸、角田求士                                 | 昭和44年3月  |
| 25    | イラワジ会戦 ビルマ防衛の破綻                             | 不破博                                             | 昭和44年4月  |
| 26    | 蘭印・ベンガル湾方面海軍進攻作戦                          | 佐佐木正雄                                         | 昭和44年5月  |
| 27    | 関東軍（1）対ソ戦備・ノモンハン事件                       | 西原征夫                                           | 昭和44年7月  |
| 28    | 南太平洋陸軍作戦（2）ガダルカナル・ブナ作戦               | 近藤新治                                           | 昭和44年7月  |
| 29    | 北東方面海軍作戦                                          | 坂本金美                                           | 昭和44年8月  |
| 30    | 一号作戦（3）広西の会戦                                   | 長尾正夫                                           | 昭和44年10月 |
| 31    | 海軍軍戦備（1）昭和十六年十一月まで                       | 末國正雄、高野庄平                                 | 昭和44年11月 |
| 32    | シッタン・明号作戦 ビルマ戦線の崩壊と泰・仏印の防衛       | 不破博、栗田正忠                                   | 昭和44年12月 |
| 33    | 陸軍軍需動員（2）実施編                                   | 高崎正男                                           | 昭和45年1月  |
| 34    | 南方進攻陸軍航空作戦                                      | 岡本武義、堀川龍己                                 | 昭和45年3月  |
| 35    | 大本営陸軍部（3）昭和十七年四月まで                       | 島貫武志                                           | 昭和45年6月  |
| 36    | 沖縄・台湾・硫黄島方面陸軍航空作戦                        | 三浦正治                                           | 昭和45年7月  |
| 37    | 海軍捷号作戦（1）台湾沖航空戦まで                         | 吉松正博                                           | 昭和45年8月  |
| 38    | 中部太平洋方面海軍作戦（1）昭和十七年五月まで             | 佐藤百太郎                                         | 昭和45年10月 |
| 39    | 大本営海軍部・聯合艦隊（4）第三段作戦前期                 | 吉松吉彦                                           | 昭和45年11月 |
| 40    | 南太平洋陸軍作戦（3）ムンダ・サラモア                     | 近藤新治                                           | 昭和45年12月 |
| 41    | 捷号陸軍作戦（1）レイテ決戦                               | 松木秀滿                                           | 昭和45年12月 |
| 42    | 昭和二十年の支那派遣軍（1）三月まで                       | 長尾正夫                                           | 昭和46年2月  |
| 43    | ミッドウェー海戦                                          | 角田求士                                           | 昭和46年3月  |
| 44    | 北東方面陸軍作戦（2）千島・樺太・北海道の防衛             | 川田久四郎                                         | 昭和46年3月  |
| 45    | 大本営海軍部・聯合艦隊（6）第三段作戦後期                 | 野村實                                             | 昭和46年4月  |
| 46    | 海上護衛戦                                                | 岸野博光                                           | 昭和46年5月  |
| 47    | 香港・長沙作戦                                            | 赤阪幸春                                           | 昭和46年7月  |
| 48    | 比島捷号陸軍航空作戦                                      | 春成兼正                                           | 昭和46年8月  |
| 49    | 南東方面海軍作戦（1）ガ島奪回作戦開始まで                 | 竹下高見                                           | 昭和46年9月  |
| 50    | 北支の治安戦（2）                                         | 森松俊夫                                           | 昭和46年10月 |
| 51    | 本土決戦準備（1）関東の防衛                               | 伊藤常男                                           | 昭和46年11月 |
| 52    | 陸軍航空の軍備と運用（1）昭和十三年初期まで               | 松田正雄                                           | 昭和46年12月 |
| 53    | 満洲方面陸軍航空作戦                                      | 生田惇                                             | 昭和47年2月  |
| 54    | 南西方面海軍作戦 第二段作戦以降                           | 佐佐木正雄                                         | 昭和47年3月  |
| 55    | 昭和十七・八年の支那派遣軍                                | 高山實                                             | 昭和47年5月  |
| 56    | 海軍捷号作戦（2）フィリピン沖海戦                         | 吉松正博                                           | 昭和47年6月  |
| 57    | 本土決戦準備（2）九州の防衛                               | 多比良長好                                         | 昭和47年7月  |
| 58    | 南太平洋陸軍作戦（4）フィンシュハーヘン・ツルブ・タロキナ | 近藤新治                                           | 昭和47年8月  |
| 59    | 大本営陸軍部（4）昭和十七年八月まで                       | 島貫武志                                           | 昭和47年10月 |
| 60    | 捷号陸軍作戦（2）ルソン決戦                               | 松木秀滿                                           | 昭和47年11月 |
| 61    | ビルマ・蘭印方面第三航空軍の作戦                          | 岡本豐                                             | 昭和47年12月 |
| 62    | 中部太平洋方面海軍作戦（2）昭和十七年六月以降             | 佐藤百太郎                                         | 昭和48年2月  |
| 63    | 大本営陸軍部（5）昭和十七年十二月まで                     | 島貫武治、福重博                                   | 昭和48年3月  |
| 64    | 昭和二十年の支那派遣軍（2）終戦まで                       | 長尾正夫                                           | 昭和48年3月  |
| 65    | 大本営陸軍部 大東亜戦争開戦経緯（1）                      | 原四郎                                             | 昭和48年5月  |
| 66    | 大本営陸軍部（6）昭和十八年六月まで                       | 今岡豐                                             | 昭和48年6月  |
| 67    | 大本営陸軍部（7）昭和十八年十二月まで                     | 不破博                                             | 昭和48年8月  |
| 68    | 大本営陸軍部 大東亜戦争開戦経緯（2）                      | 原四郎                                             | 昭和48年9月  |
| 69    | 大本営陸軍部 大東亜戦争開戦経緯（3）                      | 原四郎                                             | 昭和48年10月 |
| 70    | 大本営陸軍部 大東亜戦争開戦経緯（4）                      | 原四郎                                             | 昭和49年5月  |
| 71    | 大本営海軍部・聯合艦隊（5）第三段作戦中期                 | 杉本廣安                                           | 昭和49年3月  |
| 72    | 中国方面海軍作戦（1）昭和十三年四月まで                   | 市來俊男                                           | 昭和49年3月  |
| 73    | 関東軍（2）関特演・終戦時の対ソ戦                         | 西原征夫                                           | 昭和49年6月  |
| 74    | 中国方面陸軍航空作戦                                      | 杉本清士、三浦正治                                 | 昭和49年7月  |
| 75    | 大本営陸軍部（8）昭和十九年七月まで                       | 不破博                                             | 昭和49年8月  |
| 76    | 大本営陸軍部 大東亜戦争開戦経緯（5）                      | 原四郎                                             | 昭和49年8月  |
| 77    | 大本営海軍部・聯合艦隊（3）昭和十八年二月まで             | 坂本金美                                           | 昭和49年9月  |
| 78    | 陸軍航空の軍備と運用（2）昭和十七年前記まで               | 松田正雄、生田惇                                   | 昭和49年11月 |
| 79    | 中国方面海軍作戦（2）昭和十三年四月以降                   | 後藤新八郎                                         | 昭和50年1月  |
| 80    | 大本営海軍部・聯合艦隊（2）昭和十七年六月まで             | 角田求士、西深志                                   | 昭和50年2月  |
| 81    | 大本営陸軍部（9）昭和二十年一月まで                       | 高崎正男                                           | 昭和50年2月  |
| 82    | 大本営陸軍部（10）昭和二十年八月まで                      | 幸村健一郎、福重博                                 | 昭和50年3月  |
| 83    | 南東方面海軍作戦（2）ガ島撤収まで                         | 竹下高見                                           | 昭和50年8月  |
| 84    | 南太平洋陸軍作戦（5）アイタペ・ブリアカ・ラバウル         | 近藤新治                                           | 昭和50年8月  |
| 85    | 本土方面海軍作戦                                          | 桑原茂樹、松谷安明、 一來俊男、小澤正利            | 昭和50年6月  |
| 86    | 支那事変陸軍作戦（1）昭和十三年一月まで                   | 森松俊夫                                           | 昭和50年7月  |
| 87    | 陸軍航空兵器の開発・生産・補給                            | 名和田雄、高瀬七郎                                 | 昭和50年8月  |
| 88    | 海軍軍戦備（2）開戦以後                                   | 高野庄平、末岡正雄                                 | 昭和50年10月 |
| 89    | 支那事変陸軍作戦（2）昭和十四年九月まで                   | 伊藤常男                                           | 昭和51年2月  |
| 90    | 支那事変陸軍作戦（3）昭和十六年十二月まで                 | 赤阪幸春、山下義之                                 | 昭和50年11月 |
| 91    | 大本営海軍部・聯合艦隊（1）開戦まで                       | 野村實                                             | 昭和50年12月 |
| 92    | 南西方面陸軍作戦 マレー・蘭印の防衛                       | 多比良長好                                         | 昭和51年1月  |
| 93    | 大本営海軍部・聯合艦隊（7）戦争最終期                     | 吉松正博                                           | 昭和51年3月  |
| 94    | 陸軍航空の軍備と運用（3）終戦まで                         | 松田正雄、生田惇                                   | 昭和51年5月  |
| 95    | 海軍航空概史                                              | 角田求士（編纂）                                   | 昭和51年6月  |
| 96    | 南東方面海軍作戦（3）ガ島撤収後                           | 野村實、竹下高見、 坂本金美、末國正雄、 後藤新八郎 | 昭和51年8月  |
| 97    | 陸軍航空作戦基盤の建設運用                                |                                                    | 昭和54年4月  |
| 98    | 潜水艦史                                                  |                                                    | 昭和54年6月  |
| 99    | 陸軍軍戦備                                                | 高崎正男                                           | 昭和54年7月  |
| 100   | 大本営海軍部 大東亜戦争開戦経緯（1）                      |                                                    | 昭和54年8月  |
| 101   | 大本営海軍部 大東亜戦争開戦経緯（2）                      |                                                    | 昭和54年9月  |
| 102   | 陸海軍年表 付‧兵器‧兵語の解説                             |                                                    | 昭和55年1月  |

## 評價
《戰史叢書》修纂期間，參與的編纂官、調查官總數逾100人以上，幾乎都是參與大戰的軍人，面談的當事者超過15000人次，搜羅史料超過20萬件，修史時間長達25年，同時執筆上盡力排除意識型態，以求作為客觀公正戰訓之依據。因此以研究者的觀點，作為有一定水準的信史殆無疑義。
然而批判的意見也不少，除了開始修史的時間離戰爭結束已經10年，部分史事記憶已經模糊或當事人身故而難以稽核；陸海軍出身編纂官的對立始終存在，以至於部分記述不得不採兩論併記甚至相互矛盾的情況之外。由於當時海外史料與著述未盡公開流通，以致誤認甚至缺漏的細節不少；同時詳於前線的作戰戰鬥，而於整體宏觀性的戰略分析則難免有未盡充分之處。

## 流通和翻譯
目前，本叢書於日本國會圖書館、防衛研究所史料閱覽室、大學圖書館，日本各都府道縣及政令指定都市的圖書館總館，以及靖國神社靖國偕行文庫室等處保存並閱覽，而坊間的舊書店與拍賣網站等也有部分零卷流通可以入手。
此外，本叢書並曾分贈中、美、英、法、韓等國之軍方戰史研究單位，以交換對方的官方二戰戰史。中華民國國防部史政編譯局基於當時參謀總長郝柏村「編纂抗戰戰史應參考日方資料」之指示，曾選錄本叢書中關於抗戰相關部分43卷，翻譯為《日軍對華作戰紀要叢書》，於民國77年（1988年）至81年（1992年）間出版，共約2100萬言。
中国天津市政协曾将《战史丛书》中《北支治安战》（北支の治安戦）进行翻译，命名为《华北治安战》，天津人民出版社出版，内部发行，内容有删节。2015年，樊友平、朱佳卿翻译的完整版《华北治安战》由团结出版社出版；该版本为译者自费出版，印刷数量较少，仅保留了原作的文字部分，所有照片和地图一律删去。

## 腳注
1. ↑  宗像和広《戦記が語る日本陸軍》 p15
2. 1 2  庄司潤一郎「「戦史叢書」における陸海軍並立に関する一考察」 p2
3. ↑  庄司潤一郎「「戦史叢書」における陸海軍並立に関する一考察」 p3
4. 1 2  庄司潤一郎「「戦史叢書」における陸海軍並立に関する一考察」 p4
5. 1 2 3  庄司潤一郎「「戦史叢書」における陸海軍並立に関する一考察」 p5
6. 1 2 3  庄司潤一郎「「戦史叢書」における陸海軍並立に関する一考察」 p6
7. ↑  庄司潤一郎「「戦史叢書」における陸海軍並立に関する一考察」 p7
8. ↑  杉之尾孝生「二つの公刊戦史『大東亜戦争開戦経緯』」 p396
9. 1 2  庄司潤一郎「「戦史叢書」における陸海軍並立に関する一考察」 p8
10. 1 2  庄司潤一郎「「戦史叢書」における陸海軍並立に関する一考察」 p9
11. 1 2  加賀谷貞司「「戦史叢書」刊行30周年に寄せて 的存檔，存档日期2010-12-07.」　防衛省防衛研究所《戦史研究年報》第13号
12. 1 2  宗像和広《戦記が語る日本陸軍》 p16
13. ↑  . . 國防部史政編譯局. 1987年.
14. ↑  . 天津人民出版社. 1982年.
15. ↑  . 团结出版社. 2015年. ISBN 978-7-5126-3332-2.

## 外部聯結
- 防衛省防衛研究所 （页面存档备份，存于）